# Schizocosa altamontis
Schizocosa altamontis är en spindelart som först beskrevs av Chamberlin 1916.  Schizocosa altamontis ingår i släktet Schizocosa och familjen vargspindlar.
Artens utbredningsområde är Peru. Inga underarter finns listade i Catalogue of Life.